# Latouchia vinhiensis
Latouchia vinhiensis là một loài nhện trong họ Ctenizidae.
Loài này thuộc chi Latouchia. Latouchia vinhiensis được miêu tả năm 1963 bởi Ehrenfried Schenkel-Haas.